# 谈指县
谈指县，中国古县名。
西汉置谈指县，治所在今贵州省贞丰县一带，属牂牁郡，东汉、蜀汉、西晋沿置。东晋改属夜郎郡，刘宋、南齐、南梁沿置。西魏夺得谈指县，北周沿置。隋朝时废，地入南宁州爨氏。